# Hörjong
Hörjong (hangul: 회령시, Hörjong-si, handzsa: 會寧市, RR: Hoeryŏng-si, ’békeföld’) város Észak-Koreában, Észak-Hamgjong (Hamgyŏng) tartományban.
1434-ben Hörjong-tohobu (회령도호부; 會寧都護府, Hoeryŏng-tohobu) néven hozták létre, 1895-ben megyei rangot kapott. A japán megszállás alatt a neve Kajnej volt, és elmaradott település volt. 1914-ben visszafokozták mjon (myŏn) (falu) rangra, 1939-ben községi (up (ŭp)) rangot kapott. 1949-ben ismét visszafokozták falusi rangra, 1952-ben pedig újfent megyei rangra emelték. Területe gyarapodott az 1950-es és 1960-as években, egyre több közeli kis település került fennhatósága alá. 1991 júliusa óta város.

## Földrajza
Északról a Tuman folyó határolja, melynek túlpartján már Kína van: a folyón átkelve Kína Csilin (Jilin) tartomány Lungcsing (Longjing) városa található itt.
Nyugatról Muszan (Musan), délről Purjong (Puryŏng) megye, délkeletről Cshongdzsin (Ch'ŏngjin) városa, keletről Kjonghung (Kyŏnghŭng) és Kjongvon (Kyŏngwŏn) megyék, északkeletről Onszong (Onsŏng) megye határolja.
Legmagasabb pontja a 1428 méter magas Minszabong (민사봉; 民事峯, Minsabong).

## Közigazgatása

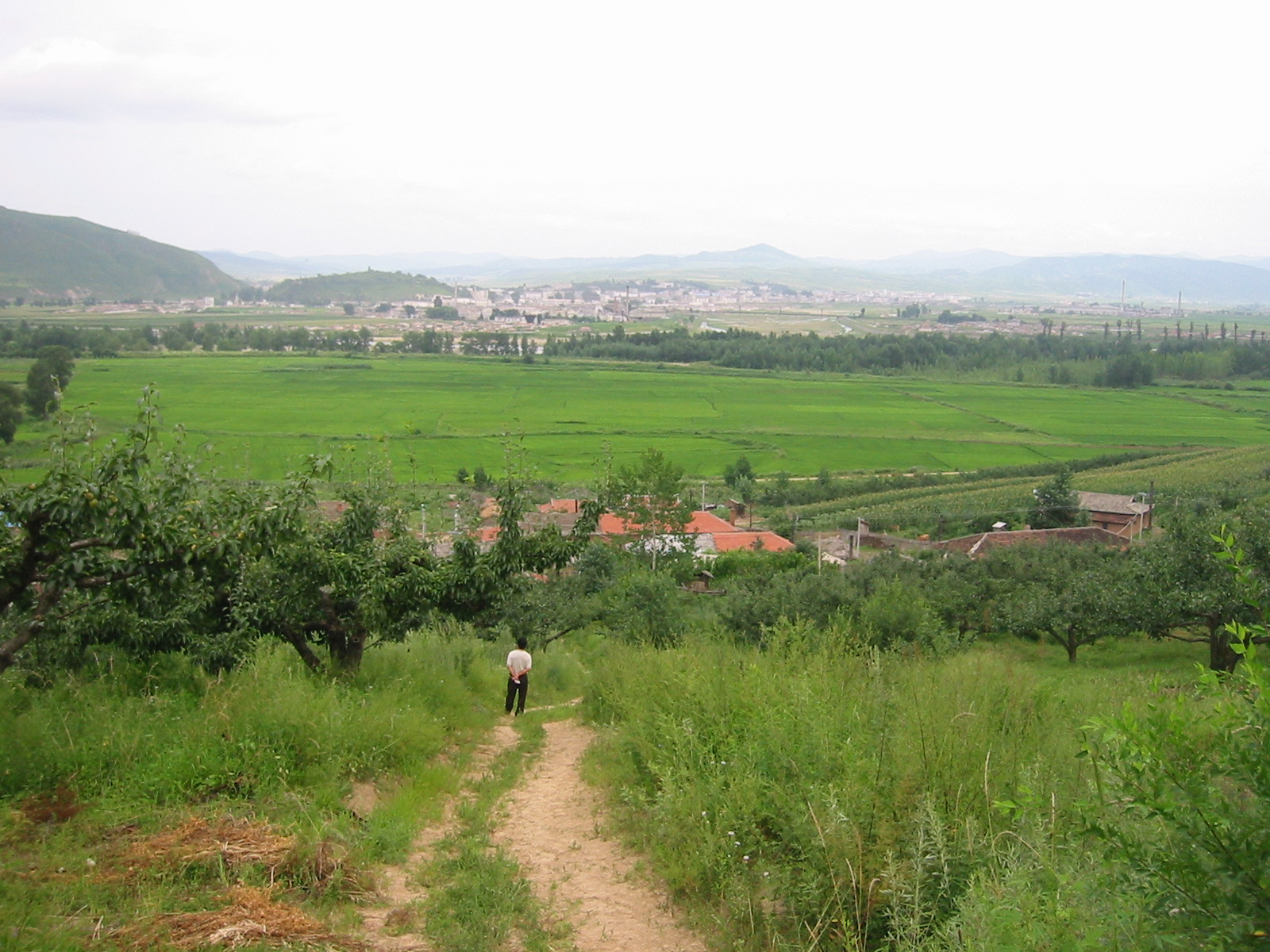
A város látképe

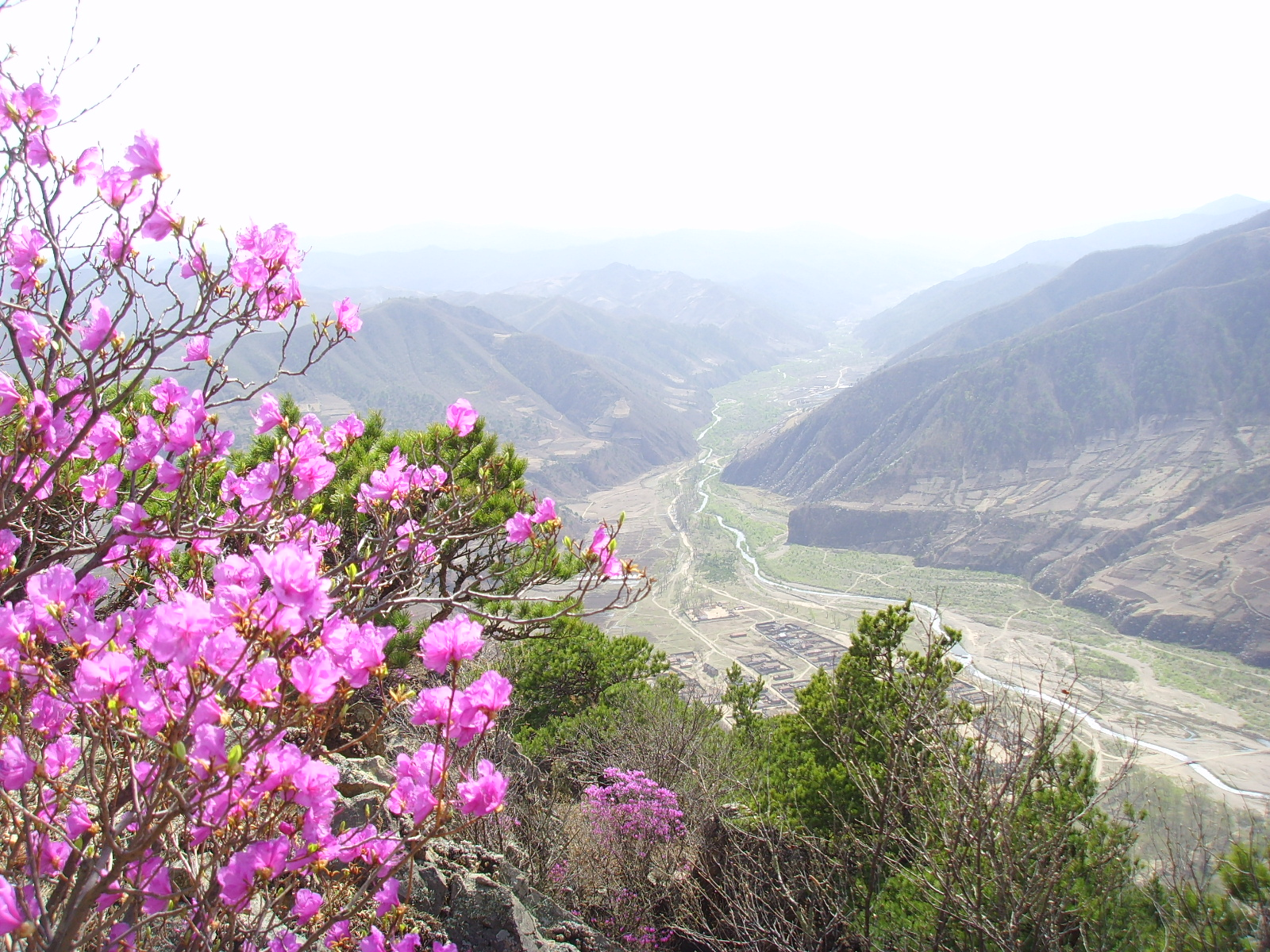
Szonghak (Songhak)-ri látképe

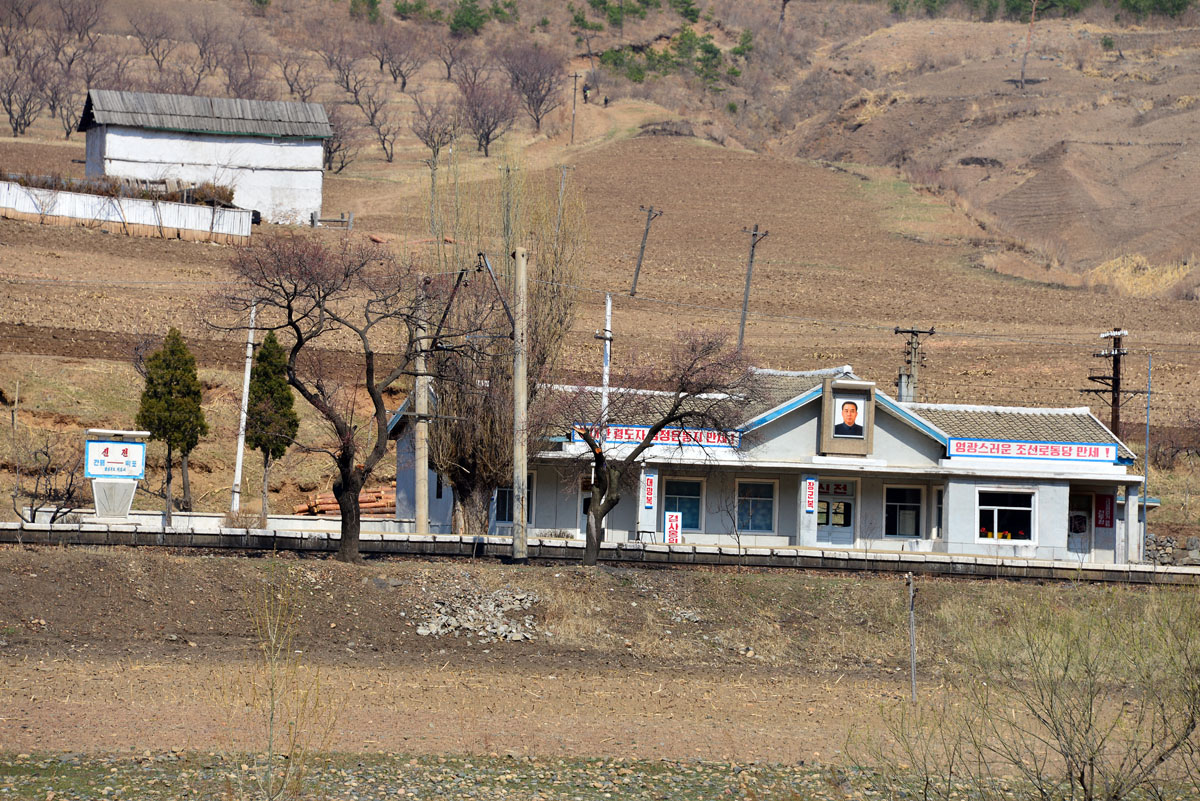
Sincson (Sinjŏn) vasútállomás

19 tong (tong)ból és 28 faluból (ri (ri)) áll:
| - Kangan-tong (강안동; 江岸洞, Kangan-tong) - Kjerim-tong (계림동; 鷄林洞, Kyerim-tong) - Kungsim-tong (궁심동; 弓心洞, Kungsim-tong) - Nammun-tong (남문동; 南門洞, Nammun-tong) - Tongmjong-tong (동명동; 東明洞, Tongmyŏng-tong) - Mangjang-tong (망양동; 望陽洞, Mangyang-tong) - Poul-tong (보을동; 甫乙洞, Poŭl-tong) - Szanop-tong (산업동; 産業洞, Sanŏp-tong) - Szemaul-tong (새마을동; -洞, Saemaŭl-tong) - Szongcshon-tong (성천동; 城川洞, Sŏngch'ŏn-tong) - Szecshon-tong (세천동; 細川洞, Sech'ŏn-tong) - Szubuk-tong (수북동; 水北洞, Subuk-tong) - Sincshon-tong (신천동; 新川洞, Sinch'ŏn-tong) - Jokcson-tong (역전동; 驛前洞, Yŏkchŏn-tong) - Oszandok-tong (오산덕동; 鰲山德洞, Osandŏk-tong) - Juszon-tong (유선동; 遊仙洞, Yusŏn-tong) - Csungdo-tong (중도동; 中島洞, Chungdo-tong) - Csungbong-tong (중봉동; 仲峯洞, Chungbong-tong) - Cshirvolpharil-tong (칠월팔일동; 七月八日洞, Ch'irwŏlp'aril-tong) | - Kjeszang-ri (계상리; 溪上里, Kyesang-ri) - Kjeha-ri (계하리; 溪下里, Kyeha-ri) - Kulszan-ri (굴산리; 窟山里, Kulsan-ri) - Kumszeng-ri (금생리; 金生里, Kŭmsaeng-ri) - Namszan-ri (남산리; 南山里, Namsan-ri) - Tedok-ri (대덕리; 大德里, Taedŏk-ri) - Tokhung-ri (덕흥리; 德興里, Tŏkhŭng-ri) - Rakszeng-ri (락생리; 洛生里, Raksaeng-ri) - Rjongcshon-ri (룡천리; 龍川里, Ryongch'ŏn-ri) - Muszan-ri (무산리; 茂山里, Musan-ri) - Pangvon-ri (방원리; 防垣里, Pangwŏn-ri) - Pjokszong-ri (벽성리; 碧城里, Pyŏksŏng-ri) - Szaul-ri (사을리; 沙乙里, Saŭl-ri) - Szongdong-ri (성동리; 城東里, Sŏngdong-ri) - Szongbuk-ri (성북리; 城北里, Sŏngbuk-ri) - Szonghak-ri (송학리; 松鶴里, Songhak-ri) - Sinhung-ri (신흥리; 新興里, Sinhŭng-ri) - Jongszu-ri (영수리; 永綏里, Yŏngsu-ri) - Orju-ri (오류리; 五柳里, Oryu-ri) - Obong-ri (오봉리; 五鳳里, Obong-ri) - Vonszan-ri (원산리; 元山里, Wŏnsan-ri) - Ingje-ri (인계리; 仁溪里, In'gye-ri) - Cshangthe-ri (창태리; 蒼苔里, Ch'angt'ae-ri) - Cshanghjo-ri (창효리; 彰孝里, Ch'anghyo-ri) - Phungszan-ri (풍산리; 豊山里, P'ungsan-ri) - Hakpho-ri (학포리; 鶴浦里, Hakp'o-ri) - Hengjong-ri (행영리; 行營里, Haengyŏng-ri) - Hongszan-ri (홍산리; 鴻山里, Hongsan-ri) |

## Gazdaság
Hörjong (Hoeryŏng) gazdasága főként gépiparra és bányászatra épül, területének csupán 10%-a alkalmas földművelésre, itt főként ázsiai rizst, kukoricát és gyümölcsöket termesztenek.

## Oktatás
Hörjong (Hoeryŏng) a Kim Dzsongszuk (Kim Jŏng-suk) Pedagógusképző Egyetemnek, és két főiskolának (egy könnyűipari és egy mezőgazdasági) illetve kb. 30 oktatási intézménynek, köztük általános iskoláknak és középiskoláknak ad otthont.

## Egészségügy
A város 1945 előtt egyetlen kórházzal sem rendelkezett, napjainkban saját szülészettel, kórházzal és klinikával rendelkezik.

## Közlekedés
A város a Hambuk vasútvonal része, emellett közutakon Cshongdzsin (Ch'ŏngjin) felől megközelíthető.